# Уайт, Эдмунд
Эдмунд Валентайн Уайт III (англ. Edmund Valentine White III; 13 января 1940, Цинциннати, Огайо — 3 июня 2025) — американский писатель, драматург и литературный критик.

## Биография
Эдмунд Уайт — уроженец города Цинциннати (штат Огайо). Его детство и юность прошли в основном в Чикаго. Уайт изучал китайский язык в Университете Мичигана в Энн-Арборе. С 1962 по 1979 год работал журналистом, преподавал в Университете Джонса Хопкинса в Балтиморе, затем в 1981—1983 годах преподавал литературу в Колумбийском университете в Нью-Йорке. В Йельском и Принстонском университетах проводил писательские курсы. В 1983 году удостоен стипендии Фонда Гуггенхайма. С 1983 по 1990 год жил в Париже. Эдмунд Уайт является членом многих литературных ассоциаций. Продолжает читать лекции в университетах США.
Уайт стал широко известен после публикации в 1982 году его романа «История одного мальчика» об американском подростке, который обнаруживает, что его гомосексуальность никогда не будет принята родителями и обществом. Тонкий и очень интимный тон повествования романа критиками сравнивался с такими произведениями, как «Над пропастью во ржи» Селинджера и «De Profundis» — письме Оскара Уайльда к лорду Альфреду Дугласу.
Эдмунд Уайт — открытый гей. В большинстве его произведений так или иначе затрагивается тематика гомосексуальности. Он известный литературный и культурный критик. Удостоен многих наград, в том числе ордена Искусств и литературы, является членом Американской академии искусств и литературы.
Умер 3 июня 2025 года в возрасте 85 лет.